# Yuhi V de Ruanda
Yuhi V de Ruanda o Yuhi V Musinga (1883 – 13 de gener de 1944) fou un rei de Ruanda, va arribar al poder el 1896 i va col·laborar amb el govern alemany per enfortir la seva pròpia reialesa. El 1931 va ser destituït per l'administració belga per la seva incapacitat per treballar amb caps subordinats i la seva negativa a ser batejat com a catòlic romà. El seu fill gran, Mutara III de Ruanda, el va succeir.
Musinga va accedir al poder quan era adolescent, en un cop d'estat que va derrocar el curt regnat de Rutarindwa, el successor original del poderós rei Kigeri Rwabugiri (1863-95) de Ruanda. Durant el seu regnat Musinga va lluitar amb tres grans problemes. El primer era la qüestió de la legitimitat. L'enderrocament de Rutarindwa va ser organitzat pels membres del clan Bega, inclosa Kanjogera, vídua de Rwabugiri i mare de Musinga. Aquesta adhesió al poder va posar en dubte la legitimitat de les reivindicacions de Musinga a la reialesa, reclamacions normalment definides per un protocol ritual clar. El segon tractava la relació de la cort reial amb les regions separades del país, ja que després de la mort de Rwabugiri, moltes àrees ocupades pels seus exèrcits es van separar, disminuint el domini del regne. En tercer lloc, l'adhesió de Musinga va ser seguida ràpidament per l'arribada de les forces alemanyes a la zona, juntament amb un poderós ordre missioner, els "Missionnaires d'Afrique" (els Pares Blancs), creant un context colonial que va marcar el regnat de Musinga (1896–1931).
Durant el regnat de Musinga, el poder alemany es va usar per reafirmar l'autoritat reial en moltes àrees autònomes, mentre que els delegats de la cort van ser administradors colonials, especialment sota el domini belga després de la Primera Guerra Mundial. Els missioners també es van utilitzar per intentar ampliar la legitimitat de la cort. No obstant això, aquestes polítiques de col·laboració amb actors europeus van crear fortes divisions a la cort reial de Musinga, ja que les faccions polítiques van competir pel poder i es van alinear diverses vegades amb actors externs i aliats locals.
Quatre factors en particular van marcar el regnat de Musinga: la Primera Guerra Mundial, i la substitució del domini alemany pel domini belga; l'expansió del poder reial a les àrees autònomes de la cort; la presència de moltes faccions competidores poderoses a la cort; i una gran fam en 1928-29.
El novembre de 1931 Musinga va ser deposat per l'administració belga i substituït pel seu fill Mutara III Rudahigwa (r. 1931-59). Exiliat primer a Kamembe, al sud-oest de Ruanda i després a Kilembwe, al sud-est del Congo, Musinga va morir el 13 de gener de 1944.